# ChocQuibTown
A ChocQuibTown (írják úgy is, hogy Choc Quib Town, ejtsd: csokibtaun) Latin Grammy-díjas, hiphopot és alternatív zenét játszó kolumbiai  együttes.
Egyike azon kevés latin-amerikai hiphop együttesnek, amelynek sikerült nemzetközi elismerést szereznie. Zenéjükben különböző stílusok vegyülnek: urban zene, a Csendes-óceáni partvidék folklórja, funk, észak-amerikai hiphop, jamaicai reggae és elektronikus zene. A dalok ritmusa gyakran olyan hagyományos kolumbiai táncokat idéz, mint a bunde, a currulao, a bambazú és az aguabajo.

## Alapító tagok

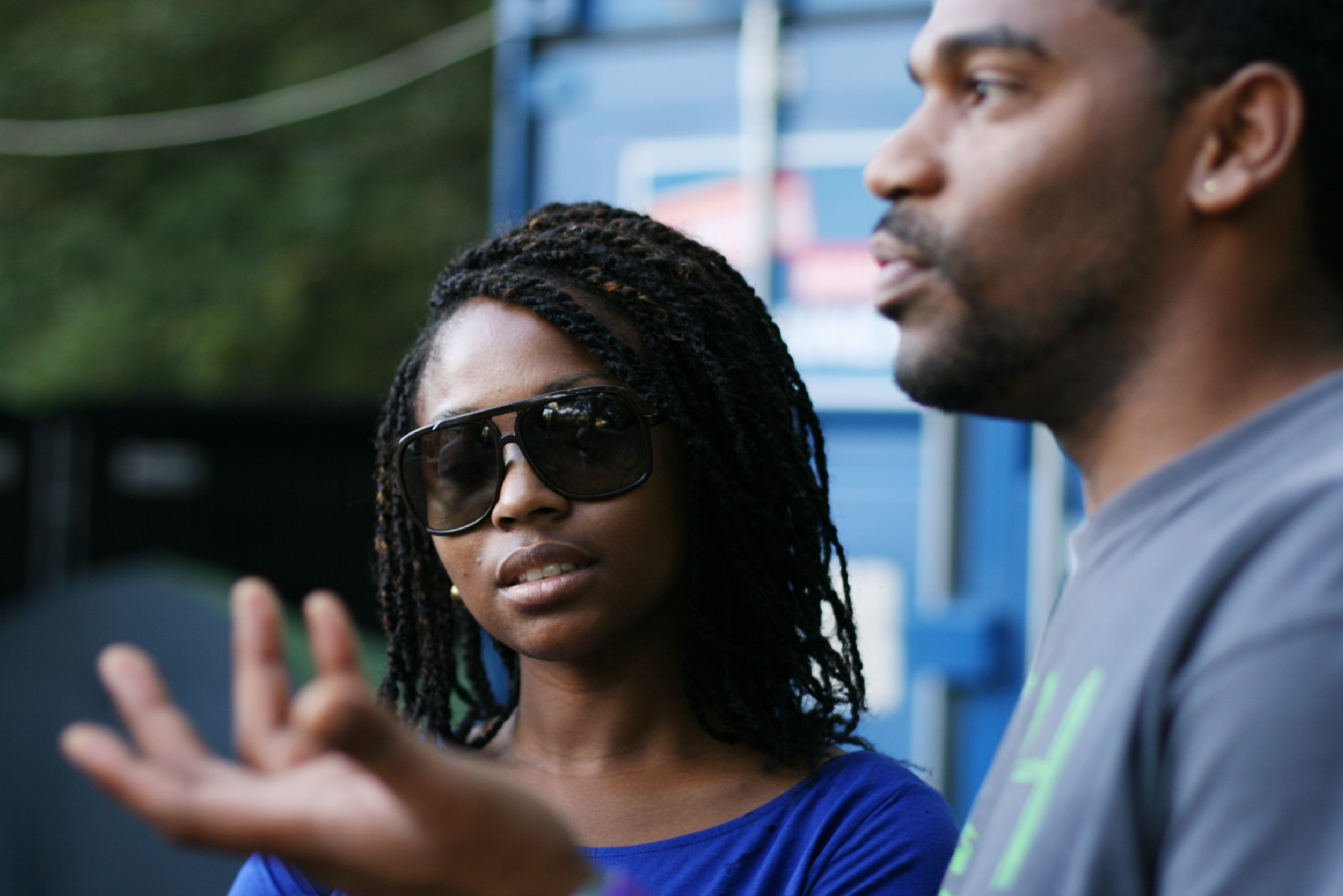
Goyo és Tostao Budapesten (2011).

Az együttes alapító tagjai mind Chocó megyeiek:
- Carlos „Tostao” Valencia – rap;
- Gloria „Goyo” Martínez, Carlos felesége – ének és rap;
- Miguel „Slow” Martínez, Gloria testvére – producer és rap.

### Kísérő zenészek
Koncerteken, turnékon és lemezfelvételeken közreműködő zenészek:
- Larry Viveros – dob, konga[* 1], marimba;
- Alex Sánchez – basszusgitár;
- Milton Jurado – gitár;
- Andrés Zea – dobfelszerelés .

## A név eredete
Az együttes neve a  Chocó városnév, a Quibdo megyenév és az angol town (város) szónak az összevonása: ChocQuibTown. A tagok ezzel a névadással fejezik ki szülőföldjük iránt érzett szeretetüket. Goyo, Slow és Tostao 2000-ben alakította meg az együttest Caliban, amely kis idő múltán rendkívül sikeres lett.

## Történet
Gloria Martínez (1982) és öccse, Miguel (1986) Kolumbia Csendes-óceáni partvidékén, a Chocó-megyei Condoto községben születtek. Apjuknak, aki zenész családból származott, óriási lemezgyűjteménye volt, amelyben a salsától kezdve a kolumbiai chirimía  együtteseken keresztül olyan nagy nyugati sztárokig mint Michael Jackson minden megtalálható volt. Gloria egy interjúban elmondta, hogy a „Goyo” becenevet azért kapta, mert annyiszor hallgatta meg apja lemezei közül azt, amelyiken a Puerto Ricó-i El Gran Combo együttes adja elő a Goyito Sabater című számot, hogy végül már kívülről tudta. A család ekkor kezdte Goyitónak szólítani, ami később lerövidült és így lett Goyo.
A család később a megyeszékhelyre Quibdóba költözött, ahol Gloria és Miguel megismerkedett és összebarátkozott Carlos Yahony Valenciával, aki ott született 1981-ben. Később áttelepültek Buenaventurába, Kolumbia legnagyobb Csendes-óceáni kikötővárosába és itt kezdtek el amerikai hiphopot hallgatni.
Gloria a középiskola befejezése után Caliba ment, hogy az egyetemen pszichológiát tanuljon, ahol kapcsolatba került a város hiphop szcénájával is. 2000-ben ismét találkozott Valenciával, aki anyjával a városba költözött. Őt is érdekelte a rappelés és egy találkozásuk alkalmával elmondta tervét a lánynak, hogy szeretne egy olyan együttest létrehozni, amelyik a chocói emberek ízlésének megfelelő módon egyesítené az addig lenézett kolumbiai afro-karibi zenét és a hiphopot. Gloriának nagyon tetszett az ötlet, amiről beszámolt öccsének, akit viszont érdekelt a számítógépes zeneszerzés. Így született az együttes és a név, amely ezt a zenei célkitűzést fogalmazza meg.
Tostao rábeszélte a Martínez testvéreket, hogy költözzenek a fővárosba, Bogotába. A rapper itt különböző helyi együttesekkel lépett fel (Mensajeros, Carbono, La Mojarra Eléctrica), Goyót pedig az elektronikus salsát játszó Sidestepper együttes hívta, hogy legyen a tagjuk. Amikor a Sidesteppert alapító Richard Blair és Iván Benavides megismerték Gloria és Tostao tervét, biztatták őket, hogy írjanak saját dalokat. 2004-ben a bogotai Hip Hop al Parque nevű versenyen elnyerték a fesztivál legjobb együttese díjat és az azzal járó 10 millió pesós jutalmat.

## Zenei pályafutás

### Somos Pacífico
A Somos Pacífico volt az első igazán nagy sikerük. Ez a dal legelőször egy válogatás lemezen jelent meg, amelyen új kolumbiai együtteseket mutattak be. Ez a szám – tökéletes összhangban az együttes névválasztásával és zenei célkitűzésével – a Csendes-óceáni partvidéken élő afro-karibiak öntudatáról, büszkeségéről és kultúrájuk szeretetéről szól.
| (spanyolul) «Somos Pacífico, estamos unidos, Nos une la región, La pinta, la raza y el don del sabor. » | (magyarul)„Mi egyek vagyunk a Csendes-óceán partvidékén, Összeköt minket a régió, A külső, a származás és a sok jó íz. ” |
| – ChocQuibTown                                                                                          | |

Első önálló albumuknak is ez a címet adták. Az album két változatban jelent meg: először 2006-ban Ivan Benides producer közreműködésével független kiadásként, majd Richard Blair remaszterelésében 2007-ben a Polen Records gondozásában. Az újrakevert albumnak is köszönhető, hogy zenéjükre külföldön is felfigyeltek és 2007 végén Paris–Bogotá címen közös albumot készítettek Oxmo Puccino francia rapperrel. A négy számot tartalmazó CD jó példa a különböző kultúrák közötti párbeszédre.

### Oro
2008-ban El bombo (A nagydob) címen jelent meg saját kiadású EP-jük. Ezután az együttes szerződést kötött a kaliforniai Nacional Records lemezkiadóval és náluk jelent meg következő stúdióalbumuk, az Oro (Arany), először 2009-ben digitális formátumban, majd 2010-ben CD-n két további, némileg eltérő változatban: egyik az Egyesült Államokban, a másik pedig az európai piacon. Ezen a lemezen hallható első Latin Grammy-díjas számuk, a De dónde vengo yo (Honnan jövök).
2010-ben az együttes világ körüli turnéra indult, amelynek során csak Európában több mint 40 alkalommal léptek fel. Játszottak Texasban az SXSW fesztiválon, a Glastonbury Fesztiválon, a londoni Loveboxon, Dániában a Roskilde Fesztiválon, Hollandiában a Parkpop fesztiválon. Ugyanebben az évben felléptek a 11. Latin Grammy-díjátadón is.

### Eso es lo que hay
2011 novemberében az együttes szerződést kötött a Sony Music és a Broadcast Music, Inc. kiadóval és náluk jelentette meg következő, Eso es lo que hay (Ez van) című albumát, amelyen vendégelőadóként hallható Tego Calderón és Zully Murrillo is.

### Creo en América
2011-ben a ChocQuibTownt felkérték, hogy a 2011-es Copa Américán Diego Torres argentin popénekessel és Ivete Sangalo brazil popsztárral közösen adják elő a Creo en América (Hiszek Amerikában)) című dalt, ami a bajnokság himnusza lett és az év leggyakrabban játszott száma.

### Behind the Machine
A 2013-ban megjelent Behind the Machine (Detrás de la máquina) lemezen korábbi számaikat játsszák egyszerűbb, hagyományosabb előadásmódban, elektronikus technika nélkül.

### 2015
2015 márciusában jelent meg a Cuando te veo (Amikor látlak) című promóciós kislemezük. A dal a kolumbiai Monitor Latino slágerlistán a top 20 között szerepelt. Ez a szám a Latin Grammy-díjas El mismo (Ugyanaz) albumon hallható a Salsa & Choque dallal együtt.

## Magánélet
Nyolc évig tartó jegyesség után az együttes két tagja — Gloria Martínez "Goyo" és Carlos Valencia "Tostao" — 2011 decemberében összeházasodott. 2013 áprilisában kislányuk született, akit Saba Yahani Valencia Martineznek hívnak.

## Diszkográfia

### Stúdióalbumok
- 2006 – Somos Pacífico
- 2007 – Somos Pacífico
- 2008 – Paris – Bogotá Oxmo Puccinóval
- 2008 – El bombo
- 2009 – Oro
- 2011 – Eso es lo que hay
- 2013 – Detrás de la máquina/Behind the Machine
- 2015 – El mismo
- 2018 – Sin miedo

### Kislemezek
- 2006 – Somos Pacífico
- 2006 – Pescao envenenao
- 2008 – El bombo (Toquemen el bombo)
- 2009 – Oro
- 2009 – Son berejú
- 2010 – De dónde vengo yo
- 2011 – Calentura
- 2011 – Hasta el techo
- 2013 – Uh la la
- 2015 – Cuando te veo
- 2015 – Ritmo violento
- 2015 – Salsa & Choke ft. Ñejo
- 2015 – Fiesta animal ft. Notch
- 2016 – Desde el día en que te fuiste
- 2016 – Nuqui (Te queiro para mí)
- 2018 – Invencible
- 2018 – Somos los prietos ft. Alexis Play
- 2018 – Pa olvidarte
- 2018 – Contigo
- 2019 – Que me baile ft. Becky G
- 2019 – Dónde están ft. Anna Carina
- 2020 – Fresa

### Közreműködések
- 2011 – Creo en América (Diego Torres, Ivete Sangalo)
- 2014 – El mar de sus ojos (Varlos Vives)
- 2014 – Un paso hacia la paz (több más művésszel a #SoyCapaz kampányban)

## Díjak és jutalmak
- Hip Hop al Parque Fesztivál (2004)
- Petronio Álvarez Fesztivál különdíj (2006)[14]
- A kolumbiai Shock zenei magazin díjai (2010)[15]
- Nuestra Tierra Movistar (2008)[16]

### Grammy-díj
Korábban az együttes két albumát jelölték Grammy-díjra.
| Év   | Cím                  | Kategória                  | Eredmény |
| ---- | -------------------- | -------------------------- | -------- |
| 2011 | Oro                  | A legjobb latin rock album | Nevezés  |
| 2015 | Detrás de la máquina | A legjobb latin rock album | Nevezés  |

### Latin Grammy-díj
Az együttest ill. dalaikat több alkalommal nevezték Latin Grammy-díjra, két alkalommal pedig nyertek is.
| Év   | Cím                                              | Kategória                       | Eredmény |
| ---- | ------------------------------------------------ | ------------------------------- | -------- |
| 2009 | ChocQuibTown                                     | Legjobb új előadó               | Nevezés  |
| 2010 | De dónde vengo yo                                | Legjobb alternatív dal          | Nyertes  |
| 2012 | Eso es lo que hay                                | Legjobb alternatív album        | Nevezés  |
| 2012 | Calentura (közm. Tego Calderon és Zully Murillo) | Az év felvétele                 | Nevezés  |
| 2012 | Eso es lo que hay                                | Az év albuma                    | Nevezés  |
| 2014 | El mar de sus ojos (közm. Carlos Vives)          | Az év dala                      | Nevezés  |
| 2015 | El mismo                                         | A legjobb fusión tropical album | Nyertes  |

## Sziget Fesztivál
Az együttes eddig két alkalommal lépett fel a budapesti Sziget Fesztiválon, először 2011-ben majd legutóbb 2015-ben.

## Fordítás
- Ez a szócikk részben vagy egészben  a   ChocQuibTown című spanyol Wikipédia-szócikk ezen változatának fordításán alapul.  Az eredeti cikk szerkesztőit annak laptörténete sorolja fel. Ez a jelzés csupán a megfogalmazás eredetét és a szerzői jogokat jelzi, nem szolgál a cikkben szereplő információk forrásmegjelöléseként.
- Ez a szócikk részben vagy egészben  a   ChocQuibTown című angol Wikipédia-szócikk ezen változatának fordításán alapul.  Az eredeti cikk szerkesztőit annak laptörténete sorolja fel. Ez a jelzés csupán a megfogalmazás eredetét és a szerzői jogokat jelzi, nem szolgál a cikkben szereplő információk forrásmegjelöléseként.